# Chrysolius

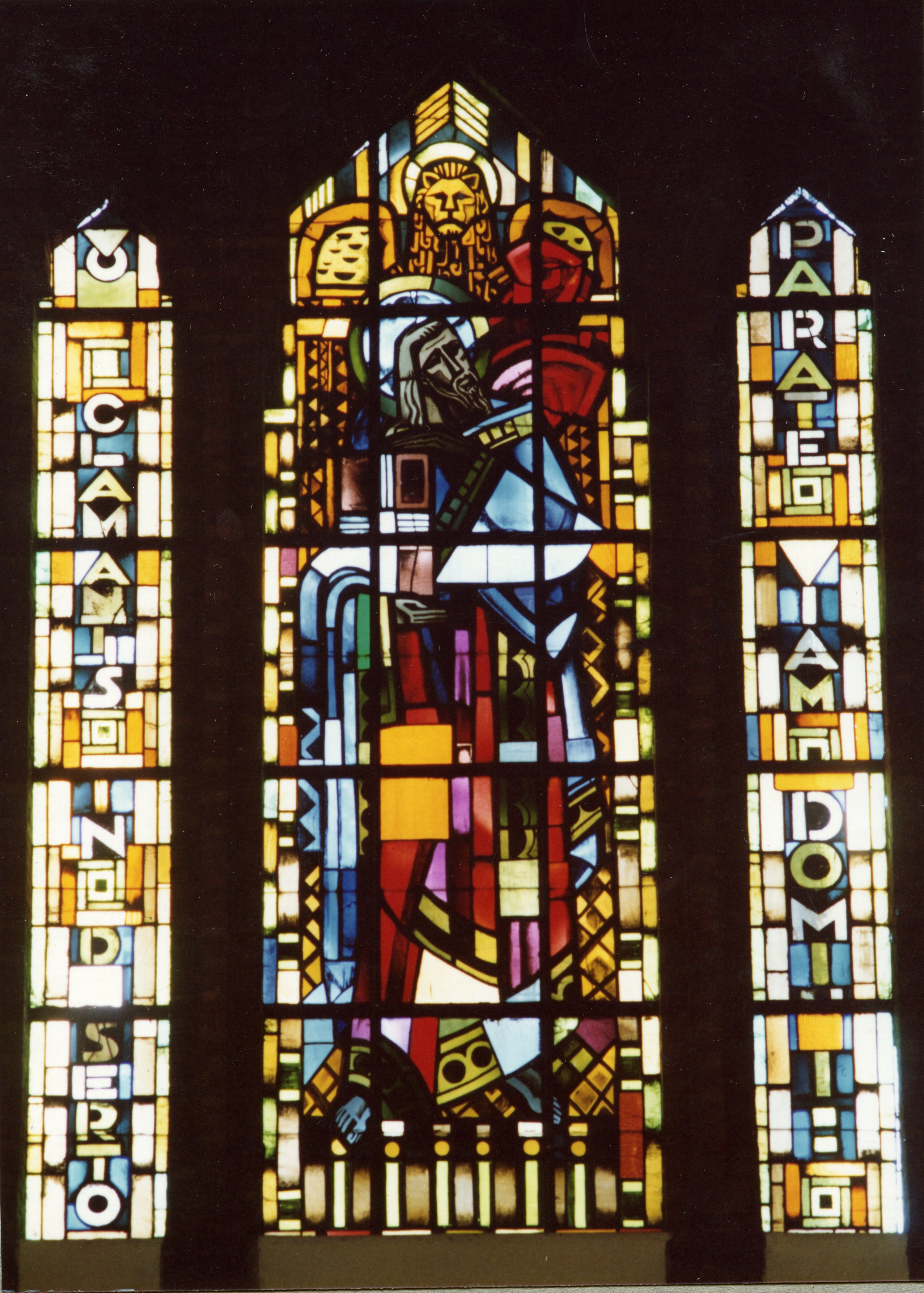
De St.-Chrysoiliuskerk te Komen

Chrysolius (Armenië rond 300) was een bisschop in Frankrijk

## Afkomst en opleiding
Oorspronkelijk zou hij, net als Servatius, afkomstig zijn uit Armenië en belandde tijdens de christenvervolgingen van Diocletianus als reisgenoot van Piatus in Noord-Gallië. Hier studeerde hij bij Dionysius. Men vermoedt dat hij een tijdlang in Lyon gewoond heeft omdat daar veel meer landgenoten zich gevestigd hadden in die tijd als handelaren in stoffen. Hierna werd hij actief als missionaris in Kamerijk en Doornik.

## Missie en overlijden
Op zijn reis zou hij van de paus Marcellus I die hem had ontvangen voor zijn reis relieken van Petrus meegekregen hebben. Hij werd tot bisschop gewijd en stierf als martelaar. Uiteindelijk aan het einde van zijn leven werd hij opgespoord door Romeinse soldaten van Diocletianus in het plaatsje Verlinghem. Volgens de legende werd hij onthoofd waarbij echter enkel de bovenkant van zijn schedel werd afgehakt met een zwaard. Dit deel van zijn schedel zou in drie delen uiteengevallen zijn en waar elk fragment viel zou een bron (de Sint-Chrysoliusbron) zijn ontstaan. Nadat hij de bovenkant van zijn schedel had teruggevonden in stukken zou hij naar zijn woonplaats Komen gewandeld zijn waar hij stierf en werd begraven. Zijn relieken worden bewaard in de basiliek van Sint Donatius in Brugge. Zijn feestdag is op 7 februari.

## Bron en kerken

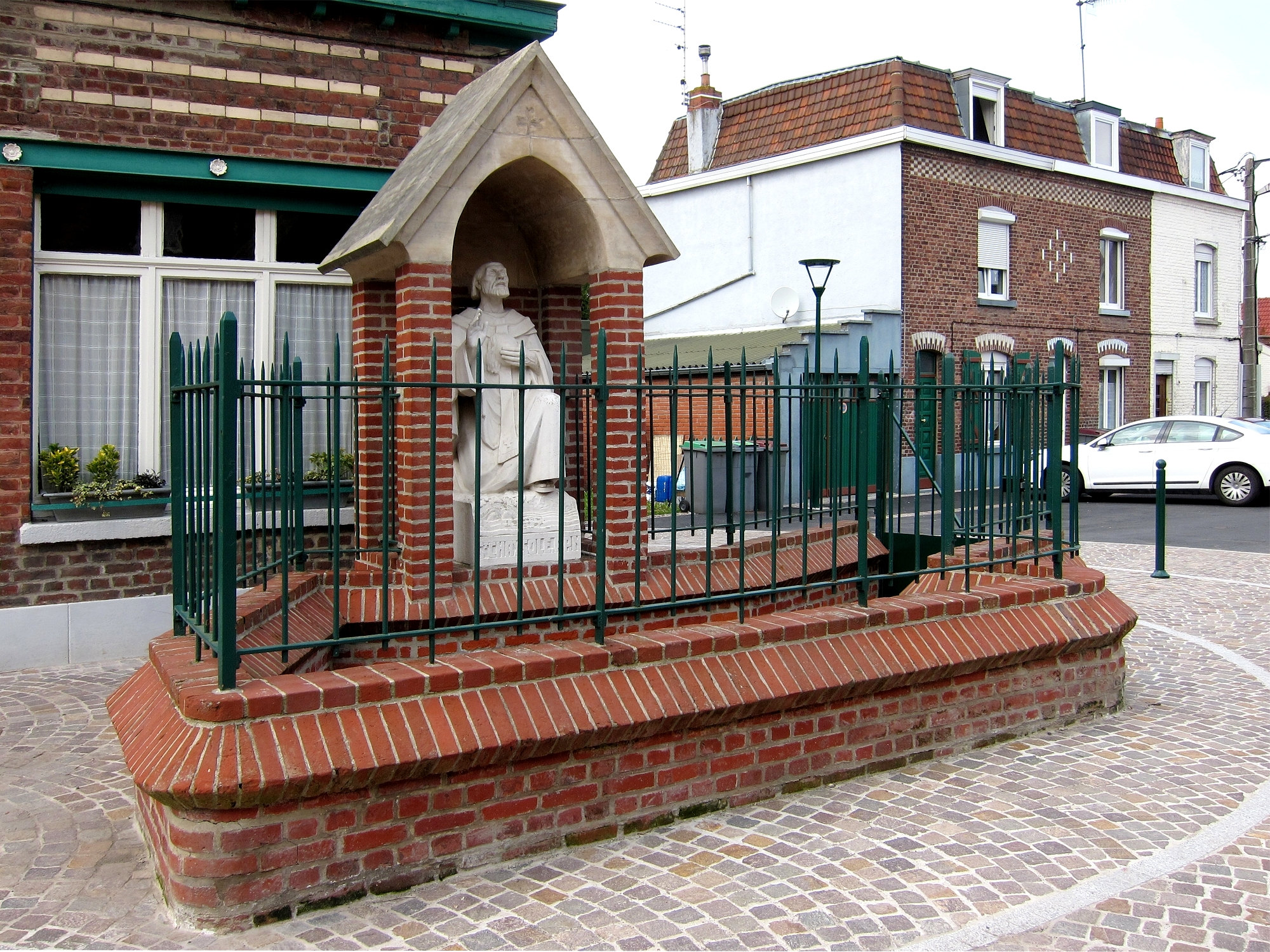
De Sint-Chrysoliusbron in Verlinghem

In het Noord-Franse Verlinghem bevindt zich de beschermde Sint-Chrysoliusbron en de Sint-Chrysoliuskerk gewijd aan de heilige. In de nabij gelegen plaatsen Komen en Belgisch Komen bevinden zich eveneens kerken die gewijd zijn aan deze beschermheilige.  